# Siebren
Siebren of Sybren, ook wel Sieberen, Siberyn, Syberyn of Siberen in het Fries en Sibren in het Gronings, is een mannennaam, met Sibrentsje als Friese en Siebrenna als Groningse variant voor vrouwen. 
De naam is een samenstelling van si (zege) en bern (beer), of brand (zwaard). Overwinnaar van de beer of Zegezwaard zijn dus twee mogelijke betekenissen. De naam Sybren is verwant aan de naam Sybrand. 
Op 14 november 1961 werd de naam Siebriena door de officier van justitie in de gemeente Norg geweigerd, hoewel de naam reeds in de familie voorkwam en ook de overgrootmoeder zo heette. Dit leidde tot Kamervragen aan minister A.C.W. Beerman, met als verzoek de regels te versoepelen, zodat niet onredelijke, maar zeer zeldzame namen makkelijker gegeven konden worden.

## Bekende naamdragers
- Siebren Erik Hazelhoff Roelfzema, verzetsstrijder en auteur Soldaat van Oranje

- Sybren Polet, auteur, naamgever Sybren Poletprijs (oeuvreprijs experimentele literatuur)